# 白蝋病
白蝋病（はくろうびょう）は、手足の血管が収縮することで起こる血管性運動神経障害である。携行型削岩機（ハンドハンマ、ロックドリルなど）やチェーンソー、刈払機（ブッシュ）など、強い振動を伴なう工具を用いる職種の人物が発病しやすいことで知られる。オートバイのプロレーサーやラリードライバーなども、振動が伝わるハンドル操作を長時間にわたって続行するため白蝋病を発症する場合がある。日本では山林労働者や土木作業員、競走車（軽量化のためにダンパーを省略しているため振動が両手に伝わりやすい）に乗るオートレース選手に多いことで有名である。
白蝋病という名称は、血行不良を生じた指が白蝋のように白くなることに由来する。
厚生労働大臣が定める事項である傷病名は振動病であり、同義語として振動障害がある。

## 概要
上記の通り白蝋病は強い振動を伴なう作業を長期間に渡って行うことが主な原因とされており、しばしば山林労働者や土木・建設従事員の職業病とも呼ばれる。症状としては主に手の血管の痙攣性収縮及び手指の白色化現象（レイノー現象）が起り、慢性的なしびれと感覚の鈍化、握力の低下や疼痛を生ずる。病状が進行すると手首や肘、肩といった関節にも同様の症状を発するため、可能であれば初期の段階で適切な治療を受けるのが望ましい。また、白蝋病は手だけでなく足にも発症することがある。

## 治療
白蝋病に根本的治療法は存在しないが、長期的な理学療法として温熱療法や運動療法による治療を行うことで症状の緩和が期待出来る。治療の補助として、血管拡張薬や精神安定剤などの薬物療法も有効である。なお毛細血管を収縮させるため、喫煙は推奨されない。スキーなどのウインタースポーツや、寒冷な環境での作業は長時間行わないよう注意を要する。サプリメントの使用、特にアミノ酸のNアセチルLシステインの使用により、状態が向上したという報告がある。

## 労働災害として
労働基準法施行規則別表第1の2において、「さく岩機、鋲打ち機、チェーンソー等の機械器具の使用により身体に振動を与える業務による手指、前腕等の末梢循環障害、末梢神経障害又は運動器障害」（白蝋病）は、業務上疾病であると明記されている。

### 認定基準
2001年（平成13年）に国際標準化機構（ISO）で振動感覚閾値検査の標準化が行われ、2003年（平成15年）に評価方法も示された。ISOの基準では手指尖の振動感覚の測定法と評価法が整備されているが、他の身体部位および一過性の閾値変動の測定はその中に含まれていない。
日本では昭和52年（1977年）5月28日の「振動障害の認定基準について」という厚生労働省通達に基づき振動障害の診断が行なわれ、労働災害の判断が行われてきた。認定基準に示された検査方法である、冷水浸漬皮膚温検査、痛覚検査、振動感覚閾値検査、握力検査等では、主観性を排除できない点が問題として挙げられている。基準のひとつである末梢循環障害の認定に関しては、発作時間が短く不規則であることから、医師が視認できることが稀であり、労働者自身がレイノー現象をよく理解せず申告し結果として虚偽になるケースが多いという指摘がある。また、振動障害対策が進んだことによる症状の軽減、対象者の高齢化による合併症の増加などとともに、典型的な症状が少なくなり、従来の基準では対応が難しくなってきたと指摘されている。
労災保険においては、昭和52年5月28日付け基発第307号通達「振動障害の認定基準について」により、振動工具を取り扱うことにより身体局所に振動ばく露を受ける業務に相当期間従事したもので、レイノー現象の発現が認められる場合、または自覚症状があり、末梢循環障害、末梢神経障害、運動機能障害のいずれかが認められるかすべてが認められる場合で、療養を要すると認められるものは、業務上の疾病として取り扱われる。